# 马潮水
马潮水，（1885年—1974年），生于浙江省嵊县崇仁镇，越剧男演员，编导。1918年6月，前往上海，与费翠棠、王永春、马阿顺等合作演出。代表作品有《碧玉簪》《琵琶记》《梁祝》《孟丽君》《珍珠塔》等。晚年担任越剧教师，弟子有邢月芳、徐天红等。